# Список вулканів Землі за висотою

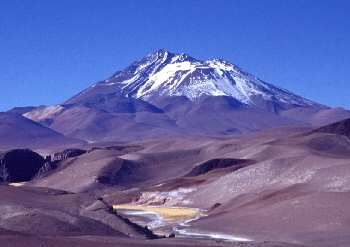
Юяйяко

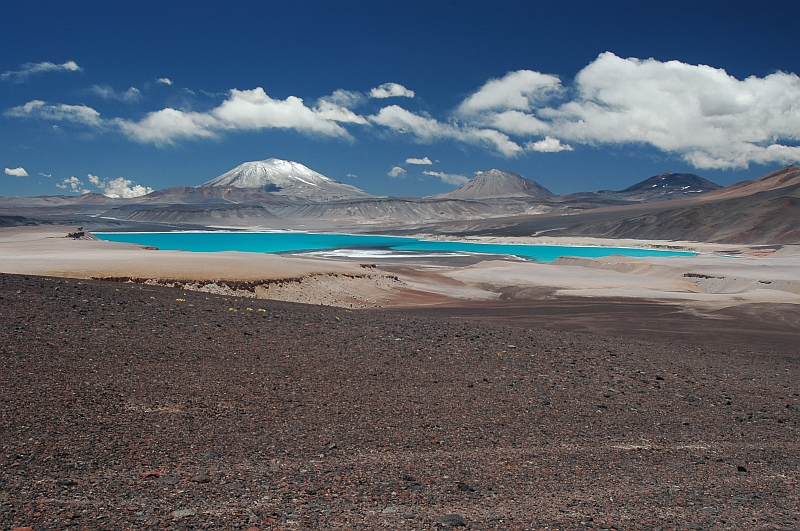
Інкауасі

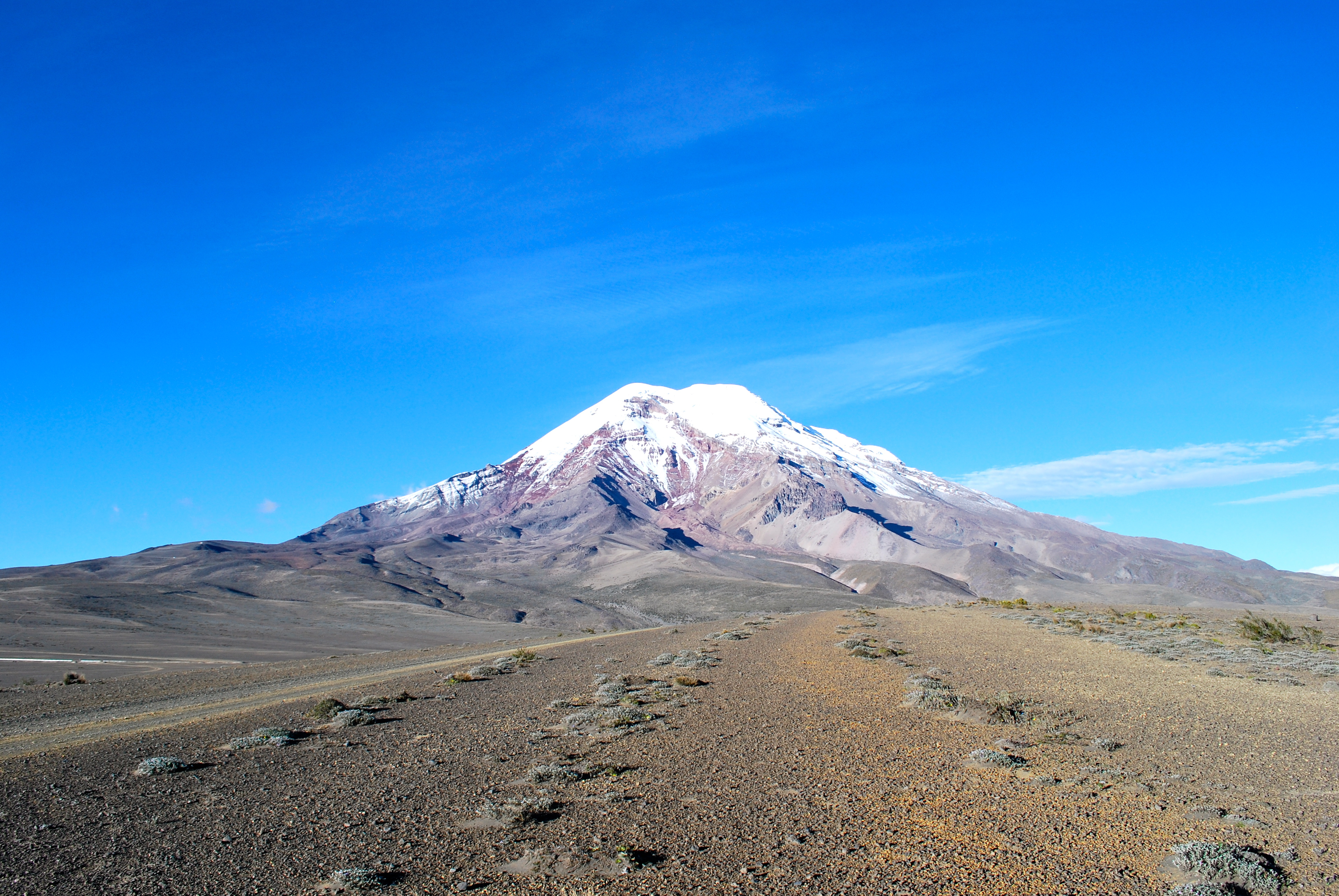
Чимборасо

Список вулканів Землі — список (неповний) вулканів Землі впорядкованих за висотою в метрах над рівнем моря.
| Назва                      | Висота в метрах | Місце і коментарі                                           |
| -------------------------- | --------------- | ----------------------------------------------------------- |
| Охос-дель-Саладо           | 6893            | Аргентина/Чилі — Найвищий активний вулкан на Землі          |
| Монте-Піссіс               | 6793            | Аргентина                                                   |
| Невадо-Трес-Крусес         | 6748            | Аргентина/Чилі                                              |
| Юяйяко                     | 6739            | Аргентина/Чилі — Другий за висотою активний вулкан на Землі |
| Вальтер-Пенк               | 6660            | Аргентина, інша назва Касадеро                              |
| Nevado Tres Cruces Central | 6629            | Чилі                                                        |
| Інкауасі                   | 6621            | Аргентина/Чилі                                              |
| Тупунґато                  | 6570            | Аргентина/Чилі                                              |
| Невадо-Сахама              | 6542            | Болівія — Найвища вершина Болівії                           |
| Ata                        | 6501            | Аргентина/Чилі                                              |
| Коропуна                   | 6425            | Перу                                                        |
| Серро-Ель-Кондор           | 6414            | Аргентина                                                   |
| Парінакота                 | 6348            | Болівія/Чилі                                                |
| Ампато                     | 6288            | Перу                                                        |
| Чимборасо                  | 6267            | Еквадор — Найвіддаленіша точка від центру Землі             |
| Pular                      | 6233            | Чилі                                                        |
| Cerro Solo                 | 6190            | Аргентина/Чилі                                              |
| Ауканкілча                 | 6176            | Чилі                                                        |
| Сан-Педро                  | 6145            | Чилі                                                        |
| Сьєрра Невада              | 6127            | Аргентина/Чилі                                              |
| Solimana                   | 6093            | Перу                                                        |
| Аракар                     | 6082            | Аргентина                                                   |
| Ґуаятірі                   | 6071            | Чилі                                                        |
| Чачані                     | 6057            | Перу                                                        |
| Сокомпа                    | 6051            | Аргентина/Чилі                                              |
| Акамарачі                  | 6046            | Чилі                                                        |
| Hualca Hualca              | 6025            | Перу                                                        |
| Утурунку                   | 6008            | Болівія                                                     |

## 5000 метрів

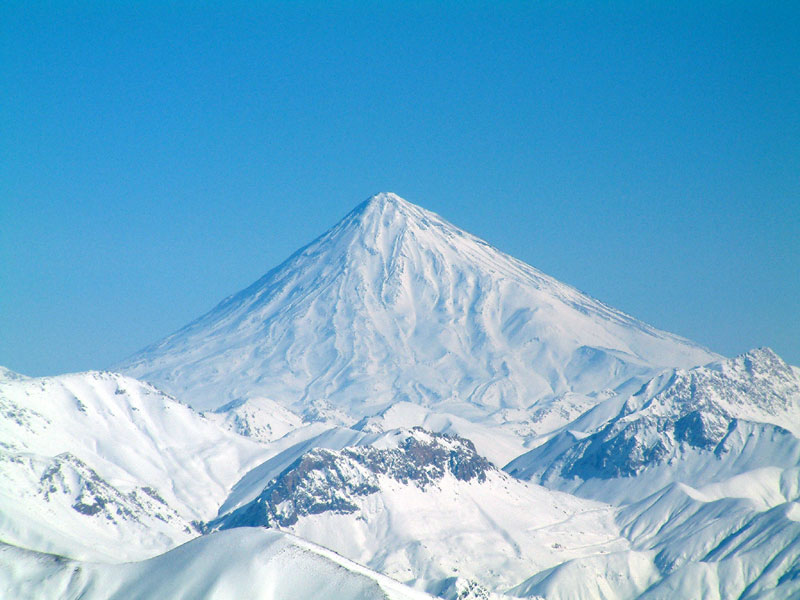
Демавенд

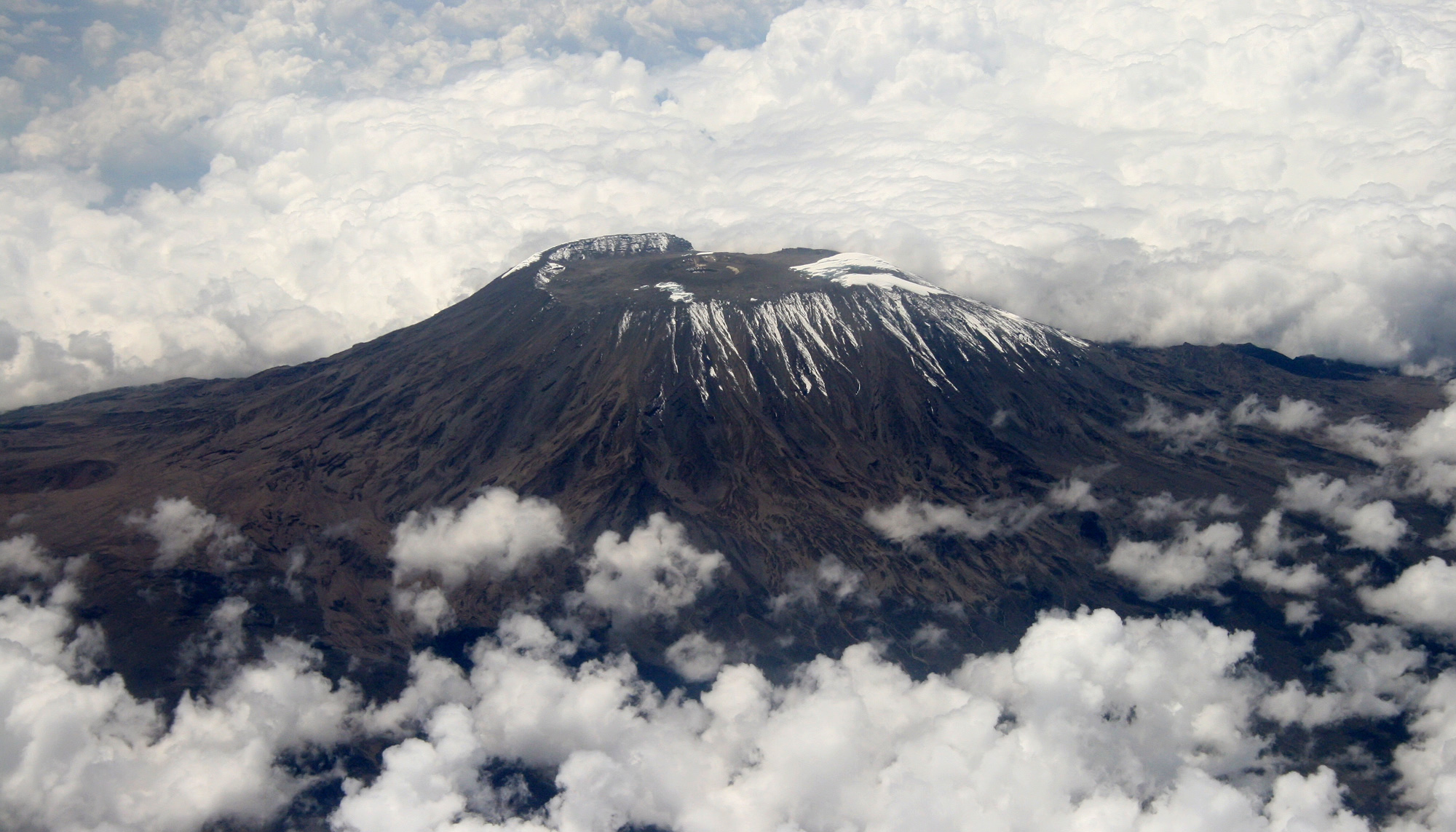
Кіліманджаро

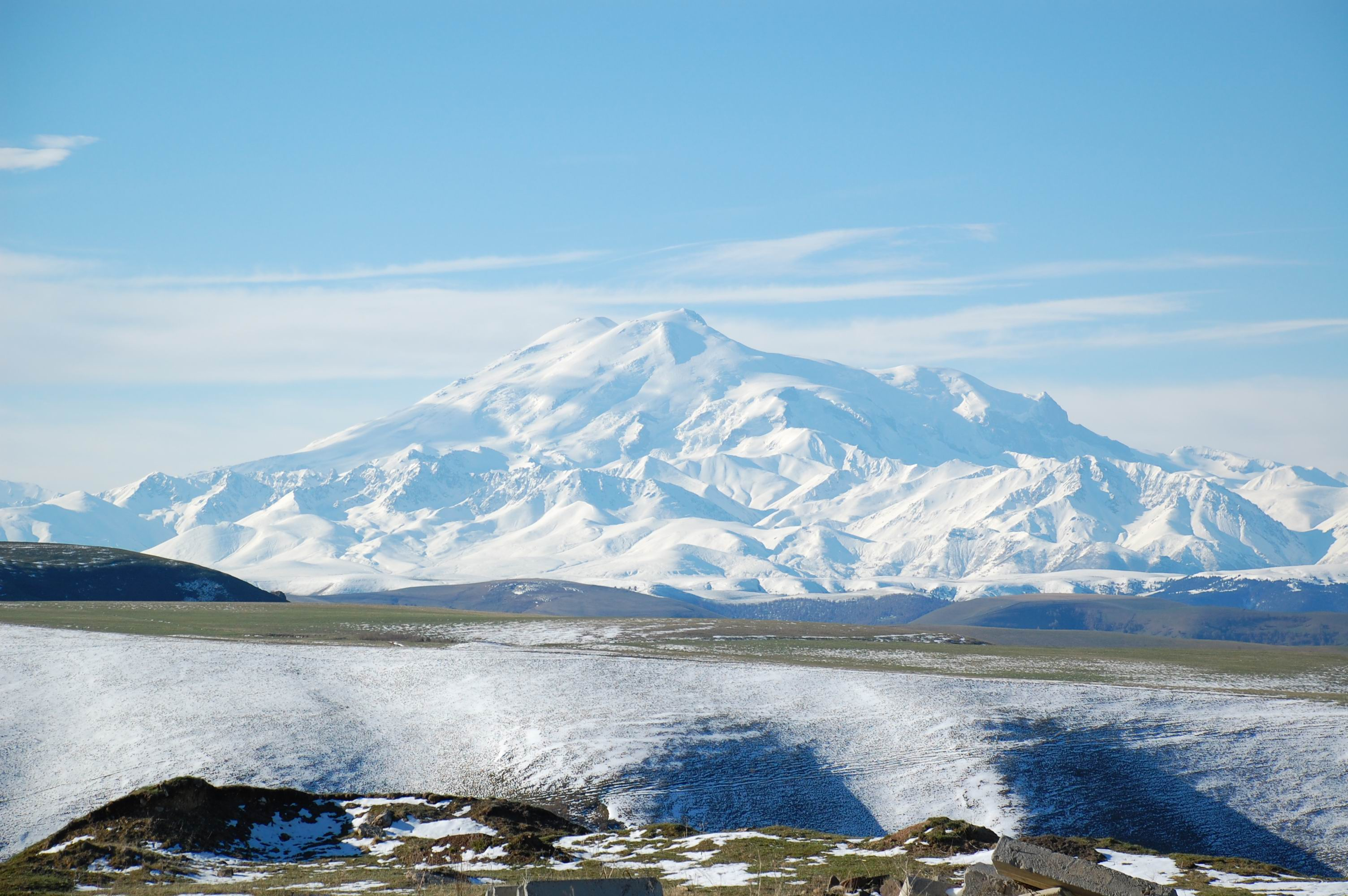
Ельбрус

| Назва             | Висота в метрах | Місце і коментарі                        |
| ----------------- | --------------- | ---------------------------------------- |
| Такора            | 5980            | Чилі                                     |
| Сабанкая          | 5976            | Перу                                     |
| Sairecabur        | 5971            | Болівія/Чилі                             |
| Панірі            | 5946            | Чилі                                     |
| Ліканкабур        | 5920            | Болівія/Чилі                             |
| Серро-Міньїкес    | 5910            | Чилі                                     |
| Котопахі          | 5897            | Еквадор — Друга найвища вершина Еквадору |
| Кіліманджаро      | 5895            | Танзанія — Найвищий у Африці             |
| Путана (вулкан)   | 5890            | Болівія/Чилі                             |
| Falso Azufre      | 5890            | Аргентина/Чилі                           |
| Ольяґуе           | 5868            | Болівія/Чилі                             |
| Таапака           | 5860            |                                          |
| Сан-Хосе          | 5856            | Аргентина/Чилі                           |
| Серро-дель-Азуфре | 5846            | Чилі                                     |